# Anthrobia
Anthrobia és un gènere d'aranyes araneomorfes de la subfamilia Erigoninae, pertanyent a la família Linyphiidae.
Fou descrit per primera vegada per T. Tellkampf l'any 1844.

## Distribució
Es poden trobar als Estats Units.

## Llista d'espècies
Segons The World Spider Catalog 12.0:
- Anthrobia acuminata (Emerton, 1913)
- Anthrobia coylei Miller, 2005
- Anthrobia monmouthia Tellkampf, 1844
- Anthrobia whiteleyae Miller, 2005